# 比尔维赛姆
比尔维赛姆（法語：Bilwisheim，法語發音：[bilvisaim]）是法国下莱茵省的一个市镇，属于阿格诺-维桑堡区。

## 地理
比尔维赛姆（48°42'35"N, 7°39'31"E）面积2.56 平方千米，位于法国大東部大區下莱茵省，该省份为法国大陆部分最东部的省份，是阿尔萨斯的一部分，今与上莱茵省组成了阿尔萨斯欧洲集体，其南至上莱茵省，西南接孚日省和默尔特-摩泽尔省，西接摩泽尔省，北与德国接壤，东侧沿莱茵河与德国相望。
与比尔维赛姆接壤的市镇（或旧市镇、城区）包括：布吕马特、多讷奈姆、米泰尔斯沙埃福尔桑、奥尔维赛姆、温格赛姆-莱卡特尔邦。
比尔维赛姆的时区为UTC+01:00、UTC+02:00（夏令时）。

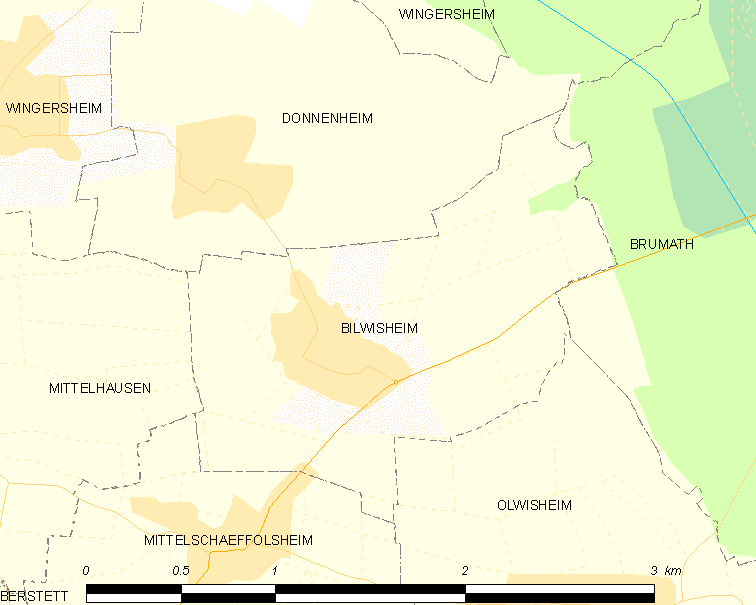
比尔维赛姆的OSM定位图

## 行政
比尔维赛姆的邮政编码为67170，INSEE市镇编码为67039。

## 政治
比尔维赛姆所属的省级选区为布吕马特县。

## 人口

1962-2008年间比尔维赛姆人口变化图示

比尔维赛姆于2022年1月1日时的人口数量为537人。